# Andrés Zaldívar
José Andrés Rafael Zaldívar Larraín (Santiago, 18 de marzo de 1936) es un abogado y político chileno, miembro del Partido Demócrata Cristiano (PDC), el cual presidió en dos oportunidades; entre 1976-1982 y 1989-1991. Desde marzo de 2018 hasta marzo de 2022, se desempeñó como presidente del Consejo Resolutivo de Asignaciones Parlamentarias del Congreso Nacional de Chile.
Fue senador de la República en tres periodos diferentes: entre mayo y septiembre de 1973, entre 1990 y 2006, y entre 2010 y 2018, ocupando en dos oportunidades la presidencia de la cámara alta de su país, entre 1998 y 2004 y entre 2017 y 2018. También ejerció ministro de Estado de los presidentes Eduardo Frei Montalva y Michelle Bachelet. Fue el senador con mayor tiempo de permanencia en el parlamento en el ejercicio de su cargo (25 años casi ininterrumpidos), tomando el título por unos meses en 1973 antes del golpe de Estado, es elegido en 1989 y reelegido en 1997, teniendo un periodo de ausencia de 4 años al no ser reelegido en 2005. En marzo de 2006 fue nombrado ministro del Interior para encabezar el primer gobierno de Michelle Bachelet, fungiendo dicha responsabilidad hasta julio de ese año. En las elecciones parlamentarias de 2009 fue electo nuevamente como senador para el periodo legislativo desde 2010 hasta 2018, siendo este su último periodo, al no ser reelegido en las parlamentarias de 2017.
En 1999 fue precandidato de la coalición Concertación de Partidos por la Democracia a la presidencia de la República en representación de su partido. Debió retirar su opción tras perder un confronte interno con Ricardo Lagos, abanderado del bloque PS-PPD-PRSD, a la postre presidente para el periodo 2000-2006.

## Biografía

### Familia
Nació en Santiago de Chile el 18 de marzo de 1936. Fue el quinto hijo del matrimonio compuesto por Alberto Zaldívar Errázuriz, un empleado que se retiró de la empresa Ferrocarriles del Estado para vivir de las rentas a los 40 años, con Josefina Larraín Tejeda, quien mantenía una estrecha relación con la Iglesia católica. Josefina fue la primera mujer consejera del Partido Demócrata Cristiano. Sus hermanos son Alberto (exdiputado por Santiago), Javier, Felipe, Josefina, Renato, Adolfo (también expresidente del Senado) y Rodrigo. Es tío de la ministra del Trabajo y Previsión Social durante el segundo gobierno de Sebastián Piñera; María José Zaldívar.

### Estudios y vida laboral
Cursó sus estudios primarios y secundarios en el Instituto Alonso de Ercilla de los Hermanos Maristas, donde destacó desde temprana edad por su buen rendimiento académico y fuerte carácter, elementos que contrapuso a su escasa estatura (solo 1,59 metros), además tuvo entre sus compañeros a Lucho Gatica.
Continuó los superiores, en la Facultad de Derecho de la Universidad de Chile. Se licenció en ciencias jurídicas y sociales con la memoria titulada: Ley de Arrendamientos: Comentarios y jurisprudencia, prologada por Fernando Alessandri y que fue distinguida por la Editorial Jurídica y publicada como texto de estudio. Se tituló de abogado el 18 de marzo de 1959. En esta corporación ocupó cargos de dirigente en el movimiento social cristiano y en la Federación de Estudiantes. En esta trayectoria destaca su participación en el Congreso Internacional de Estudiantes en Chicago en calidad de secretario de la Unión de Federaciones de Universitarios de Chile, en 1956.
Comenzó su vida profesional en una corredora de propiedades. Luego, entre 1959 y 1963, ejerció como secretario abogado de la Municipalidad de Colina, desde donde pasó luego a laborar como juez de policía local de La Cisterna (1962-1963), comuna del Gran Santiago.
En 1996, formó parte del primer directorio de la Fundación Rostros Nuevos del Hogar de Cristo, obra fundada por su hermano, Rodrigo Zaldívar.
Durante el año 2006 hasta marzo del 2010 se desempeñó como presidente de la Junta Directiva de la Universidad de Santiago de Chile (USACH), presidente de la Sociedad Chile-Corea y cónsul General Honorario de ese país.

### Vida personal
Contrajo matrimonio con María Inés Hurtado Ruiz-Tagle —hermana de Carlos Hurtado Ruiz-Tagle, quien fuera ministro de Obras Públicas— en abril de 1959; la pareja tiene cuatro hijas: Paula, Patricia y Claudia y Francisca, esta última fue concejala por la Municipalidad de Recoleta (2004-2008).

## Carrera política
En 1952 había iniciado la que sería una larga carrera política al ingresar al Partido Conservador Social Cristiano (PCSC) por iniciativa de su madre y en donde asumió cargos de dirigencia. Cinco años más tarde, el 28 de julio de 1957, participó en la fundación del Partido Demócrata Cristiano (PDC) y asumió como presidente de la Juventud del Tercer Distrito de Santiago.

### Ministro de Frei Montalva

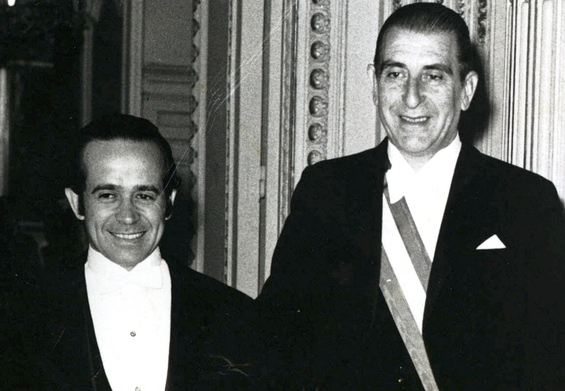
Andrés Zaldívar como ministro de Hacienda junto al presidente Eduardo Frei Montalva.

Desde muy joven desarrolló una estrecha relación con Frei Montalva. En 1963, con solo 26 años, se integró a la campaña presidencial, asignándosele la responsabilidad de la elaboración legal programática, al asumir la secretaría ejecutiva de la Comisión de Programa de Gobierno —para elaborar las bases del futuro gobierno—, que reunió a un grupo de abogados, entre ellos Jorge Ahumada.
Una vez en el gobierno fue nombrado subsecretario de Hacienda desempeñando el cargo entre 1964 y 1967; luego fue ministro de Economía, Fomento y Reconstrucción y, desde el 15 de marzo de 1968, de Hacienda, convirtiéndose así en el miembro más joven del gabinete, con 32 años. Al frente de esta última cartera debió enfrentar la difícil aprobación de una ley de reajuste, así como el episodio militar conocido como Tacnazo de 1969, derivado también de problemas financieros.
Fue gobernador del Banco Interamericano de Desarrollo (1968-1970); representante ante el Comité Interamericano de la Alianza para el Progreso (1968-1969) en Washington D. C. y  ante el Comité Económico y Social en Caracas (1970).
Se presentó como candidato a senador para la elección complementaria de abril de 1971, convocada para llenar el escaño vacante en la 10.ª Agrupación Provincial de Chiloé, Aysén y Magallanes, no siendo electo.
Durante los años de gobierno de la Unidad Popular (UP), liderada por el socialista Salvador Allende, asumió diversos cargos dentro del partido: entre 1970 y 1973 participó del Consejo Nacional (1970-1973) y miembro de la Comisión Política (1972).

### Opositor a Pinochet

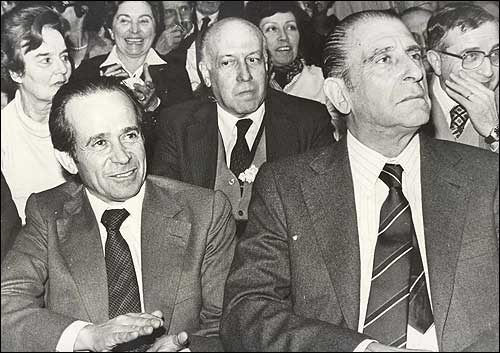
Andrés Zaldívar junto al ya expresidente Eduardo Frei Montalva durante el Caupolicanazo, un acto en el Teatro Caupolicán de Santiago llamando a votar No en el plebiscito de 1980.

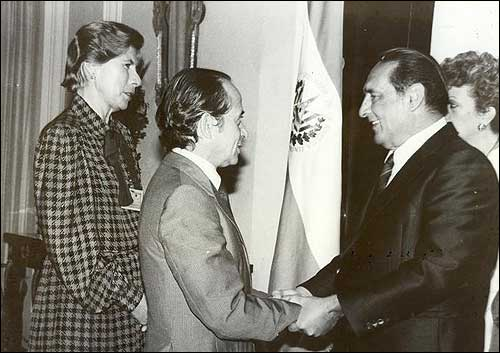
Andrés “El Chico” Zaldívar y el presidente de El Salvador José Napoleón Duarte.

En 1973 asumió por primera vez como miembro del Congreso al ser elegido senador por la 2ª Agrupación Provincial de Atacama y Coquimbo, integrando la Comisión de Economía. Tal cargo lo ejerció hasta el 21 de septiembre del mismo año, fecha en que el dictadura militar disolvió el Congreso Nacional.
En ese contexto, y tras supuestas declaraciones a un diario mexicano en que cuestionaba la legitimidad de la Constitución de 1980, el 16 de octubre de 1980, mientras permanecía en Jerusalén, Israel, se le prohibió el ingreso al país, permaneciendo en el exilio en Madrid, España, junto a su familia. Desde el exilio, mantuvo el liderazgo de su partido. Este decreto le impidió participar en los funerales de Frei Montalva, en enero de 1982, aunque no concurrir a la capital, autorizado por espacio de cinco días, tras la muerte de su padre.
Se desempeñó como presidente de su partido entre 1976 y 1982; al año siguiente, Zaldívar regresó a Chile.
En el exilio fue el primer latinoamericano en ocupar el cargo de presidente de la Internacional Demócrata Cristiana (IDC), entre 1981 y 1986, año en que asumió como miembro consejero y asesor. Paralelamente, en 1981, participó en la fundación del «Centro de Investigaciones y Promoción Iberoamérica-Europea» (CIPIE), siendo su presidente, a partir del 17 de junio de 1981.
Retornó a Chile en agosto de 1983, tras la autorización del régimen militar para que alrededor de mil seiscientos exiliados regresaran al país, entre los que se encontraban también: Jaime Castillo; Renán Fuentealba, Claudio Huepe y otros destacados políticos de izquierda como Carlos Briones, Luis Maira, Aníbal Palma y José Antonio Viera-Gallo.
En 1988 se sumó a la campaña del No para el plebiscito nacional de octubre que buscaba alejar del poder al general Augusto Pinochet. Ese mismo año asumió nuevamente la presidencia de su partido por dos años.

### Gobiernos de la Concertación

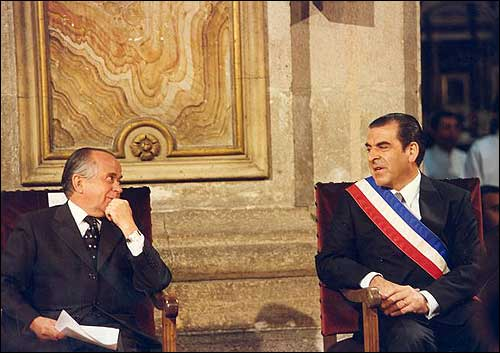
Andrés Zaldívar y el presidente Eduardo Frei Ruiz-Tagle en una versión del Te Deum que anualmente se realiza en la Catedral Metropolitana de Santiago.

#### En el Senado
En las elecciones parlamentarias de 1989 ganó la senaduría por la Circunscripción 7 de Santiago Poniente, por el periodo 1990-1998. En uno de los comicios más reñidos de la historia electoral de Chile: obtuvo la primera mayoría con 408.227 votos, correspondientes al 31,27% del total de sufragios válidamente emitidos, mientras que su compañero de lista, el después presidente Ricardo Lagos, obtuvo un 30,62%. Debido al sistema binominal y a que ambos no pudieron doblar al pacto de derecha Democracia y Progreso, fueron elegidos como senadores el propio Zaldívar y el UDI, Jaime Guzmán. Este último había obtenido tan solo el 17,19% de los sufragios.
En este periodo, integró la Comisión de Obras Públicas y presidió la Comisión de Hacienda. A partir de 1996, fue jefe de la bancada de senadores de su partido PDC. En enero de 1997 fue elegido como el «Mejor Senador de la República» por sus pares. En diciembre de ese mismo año, fue reelegido con un 27,77% de los votos. Su compañero de lista, Camilo Escalona obtuvo un 15,98%, debido principalmente a la migración de votos de izquierda hacia la candidata del Partido Comunista, Gladys Marín, que obtuvo un 15,69% de las preferencias. Esto permitió que Zaldívar fuese elegido junto al UDI Jovino Novoa.
Durante su segundo periodo desde la vuelta de la democracia, participó en las comisiones de Constitución, Legislación, Justicia y Reglamento y presidió la Comisión de Régimen Interior.
El 15 de marzo de 1998, fue elegido presidente del Senado, cargo que ejerció hasta el 16 de marzo de 2004. Como tal le tocó presidir la sesión del Congreso Pleno, en marzo de 2000, donde se eligió presidente de la República al militante PPD, Ricardo Lagos.
En 1999, fue proclamado precandidato a la presidencia de la República por el Partido Demócrata Cristiano para la elección presidencial del mismo año. En tanto, el pacto PS-PPD-PRSD eligió como su precandidato a Ricardo Lagos. Ambos se enfrentaron en una elección primaria abierta realizada en el mes de mayo, en la que Lagos ganó con el 71,3% de los votos, frente a un 28,7% de Zaldívar, convirtiéndose así en el candidato oficial de la Concertación.

#### Ministro de Bachelet

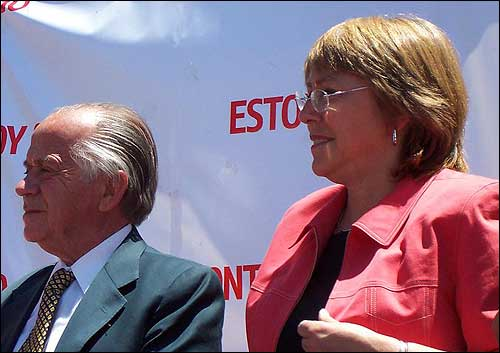
Andrés Zaldívar junto a la entonces candidata Michelle Bachelet.

En 2005 postuló por tercera vez consecutiva a la senaturía de Santiago Poniente para las elecciones parlamentarias del 11 de diciembre, enfrentándose al diputado Guido Girardi (PPD) (su compañero de lista), al senador Jovino Novoa (UDI) y al empresario Roberto Fantuzzi (independiente), los únicos con posibilidades reales de obtener un escaño en el Parlamento. Zaldívar no logró obtener un cupo en la Cámara Alta —pese a obtener la segunda mayoría con 286.917 votos, equivalentes al 23,02% de los sufragios válidos—, pues a pesar de superar en votos al candidato gremialista, los sufragios de su lista no doblaron a los de la opositora, siendo elegido su compañero de pacto y el parlamentario UDI.
Pocos días después, se sumó a la campaña de Michelle Bachelet —asumiendo la jefatura del Comité Político estratégico— de cara a la segunda vuelta a realizarse en enero de 2006, la cual a la postre sería ganada por la candidata oficialista.
Tras la victoria presidencial, el 11 de marzo de 2006 fue designado como ministro del Interior, pero luego de cuatro meses en el cargo, y debido a la imposibilidad de controlar las protestas estudiantiles, entre otros eventos, la presidenta le solicitó su renuncia, nombrando en su reemplazo al también democratacristiano Belisario Velasco.

### De vuelta a la Cámara Alta

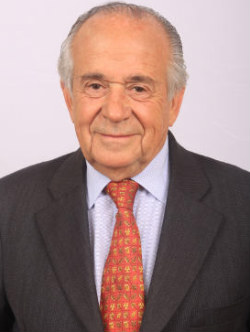
Fotografía oficial de Zaldívar como senador en 2010.

En las elecciones parlamentarias de diciembre de 2009 compitió exitosamente por llenar un cupo en el Senado en representación de la Circunscripción El Maule Norte, retornando al Congreso tras superar por amplio margen al socialista Jaime Gazmuri, su compañero de lista. Fue electo con 86.936 votos, correspondientes al 31,37% de los sufragios, por el periodo 2010-2018.
Asumió el 11 de marzo de 2010 y pasó a integrar las comisiones permanentes de Economía; Especial Mixta de Presupuestos; y de Gobierno, Descentralización y Regionalización. En 2014 integró las comisiones permanentes de Gobierno, Descentralización y Regionalización; de Hacienda; y Especial Mixta de Presupuestos, la que también presidió. Asimismo, en 2015 mantuvo su participación en las comisiones permanentes de Gobierno, Descentralización y Regionalización; de Ética y Transparencia en el Senado y en la de Hacienda, siendo su presidente a partir del 17 de marzo de 2015. Además, fue miembro de la Comisión Especial destinada a abordar la catástrofe por el incendio en Valparaíso.
Se convirtió nuevamente en presidente del Senado el 21 de marzo de 2017. Cuando en marzo de 2018 terminó su periodo, sumó casi siete años liderando la Cámara Alta, que encabezó de 1998 a 2002, y luego de 2002 a 2004, lo que lo convirtió en el político que más tiempo ha estado al frente de esta, superando a su correligionario Gabriel Valdés, quien la encabezó durante seis años.
En las elecciones parlamentarias de 2017 compitió por la reelección en la nueva Circunscripción 9, en el pacto Convergencia Democrática, por el periodo 2018-2026. Obtuvo 29.598 votos, equivalentes al 8,01% del total de los sufragios, sin resultar reelecto.

### Actividades posteriores
A comienzos del 2018 tras una votación interna el Senado aprobó por 26 votos a favor su nombramiento como presidente del Consejo de Asignaciones Parlamentarias del Congreso Nacional, por un periodo de cuatro años, hasta marzo de 2022.

## Reconocimientos
El 19 de noviembre de 2003, en el marco de sus 161º aniversario, la Universidad de Chile, le otorgó su reconocimiento institucional, en la mención Política y Gobierno. Además, recibió la condecoración "Rey Olaf" de Suecia.

## Controversias

### Casos de corrupción

#### Ley de Pesca y vínculos con los Angelini
Durante el 2002, cuando se actualizó la Ley de Pesca, el senador Zaldívar fue objeto de críticas, debido a que él y su hermano Adolfo poseían desde 1993 acciones en la empresa pesquera Eperva, la más grande e importante del grupo Corpesca, perteneciente al Grupo Angelini. La demanda fue realizada por el entonces dirigente de la Fundación Terram, Marcel Claude. Ambos tenían el 1,1% de la compañía y, además, se descubrió que otros familiares mantenían negociaciones con la susodicha pesquera y que su otro hermano, Felipe, era el presidente de Eperva. A pesar de eso, Andrés Zaldívar presentó en 2001 una moción que establecía límites máximos de captura por armador en la I y II región, pero fue duramente criticada por el Fiscal Nacional Económico debido a que su aprobación "daría una posición dominante, de carácter monopólico, al Grupo Angelini". Tras el escándalo, Claude recurrió al exsenador Nelson Ávila y al actual senador Alejandro Navarro para que inhabilitaran a Zaldívar y a su hermano Adolfo (quien en ese entonces también era senador). Ante esas presiones, Zaldívar vendió sus acciones y demandó sin éxito a Marcel Claude por injurias, luego de que este lo tachara de corrupto a él y a su familia en el extinto programa de Chilevisión El Termométro.
Su polémica con la pesquera reapareció en 2012, en la que mientras se tramitaba la Ley de Pesca o Ley Longueira, cuando se supo que su hermano Manuel y su sobrino Felipe trabajaban para Corpesca, lo que generó indignación entre pescadores artesanales y parlamentarios. La situación empeoró cuando se divulgó que Zaldívar pertenecía a un comité de ética para evaluar el Caso Orpis, junto con otros parlamentarios acusados de estar vinculados a empresas pesqueras, como Hernán Larraín (UDI) y José García Ruminot (RN).

#### Aguas Andinas
Mientras la Policía de Investigaciones (PDI) investigaba a la empresa Aguas Andinas, por presunto financiamento irregular de campañas políticas, se descubrió que Zaldívar emitió boletas en 2006, apenas unos días después de dejar el cargo de ministro de Interior durante la primera presidencia de Michelle Bachelet, hasta el año 2009, cinco días antes de que asumiera como senador por la región del Maule, recibiendo un total de $150 millones de pesos. Él afirmó que aquellas boletas estaban justificadas por parte de "asesorías legales" y que las tenía respaldadas en papel y en disquetes. También sostuvo que las ganancias de estas boletas fueron a su patrimonio, y que no fue utilizado para financiar su candidatura senatorial en 2009. A pesar de estas explicaciones, aún sigue en duda el destino de esas ganancias.

### Caso Spiniak
En el año 2004 fue nombrado por la diputada Pía Guzmán como uno de los involucrados en el «Caso Spiniak», junto a los políticos Jovino Novoa (UDI), Nelson Ávila (PR), Carlos Cantero (RN) y Carlos Bombal (UDI).

## Obra escrita
Es autor de los siguientes libros y artículos:
- Zaldívar Larraín, Andrés. (2022). El Chile que he vivido. Editorial Catalonia. Santiago, Chile.
- ____.- (2003). Un Estado impulsor del desarrollo. Estado, gobierno, gestión pública. Universidad de Chile, Instituto de Asuntos Públicos, Departamento de Gobierno y Gestión Pública. Santiago, Chile: Vol.1, N.º 3, p.3-6.
- ____.- (mayo 1999). Descentralización, desarrollo regional y democracia. Política y Espíritu. Santiago, Chile: Año LIII, N.º 424, p.28-34.
- ____.- (1999). El desarrollo humano como estrategia de país. El país que queremos: políticas públicas para el desarrollo humano. Candidatura Presidencial de Andrés Zaldívar L. Santiago, Chile: Red de Nuevas Ideas.
- ____.- (mayo 1999). Propuestas de la candidatura de Andrés Zaldivar. L. Política y Espíritu. Santiago, Chile: Año 53, N.º 424, p. 35-55.
- ____.- (1997). Modernidad y post-modernidad: lo público y lo privado en la política. (mayo/jun.1995) Deuda subordinada o insubordinada. Política y Espíritu. Santiago, Chile: Año XLIX, N.º 404, p.45-47.
- ____.- (mayo 1994). Nuevos tiempos políticos: consensos o confrontaciones. Política y Espíritu. Santiago, Chile: Año XLVIII, N.º 339, p.15-17.
- ____.- (1995). La transición inconclusa. Santiago, Chile: Los Andes.(Ago./Sept.1993). Los primeros cuatro años de la actual democracia chilena. Política y Espíritu. Santiago, Chile: Año XLVIII, N.º 395, p.9-11.
- ____.- (mayo/jun.1993). Reforma tributaria: aumento del gasto social. Política y Espíritu. Santiago, Chile: Año XLVIII, N.º 394, p.44-45.
- ____.- (dic./feb.1992/1993). Desarrollo económico y calidad de vida en el Chile de los 90. Política y Espíritu. Santiago, Chile: Año XLVII, N.º 393, p.12-14.Seminario "Santiago una ciudad para vivir".
- ___ y Piñera, Sebastián (1993). ' Problemas fundamentales de la ciudad de Santiago: plano regulador. Seminario "Santiago una ciudad para vivir". Santiago de Chile: Instituto Chileno de Estudios Humanísticos.
- ___.- (agosto 1992). El PDC y la consolidación de la democracia: identidad y proyecto demócratacristiano en la consolidación de la democracia y desarrollo integral del país. Política y Espíritu. Santiago, Chile: Año XLVI, N.º 391, p.7-10.
- ____.- (1991). Nuestra identidad es nuestro proyecto. (19 de enero de 1990). Democracia Cristiana: un proyecto de futuro. Discurso pronunciado por Andrés Zaldívar L., presidente nacional del Partido Demócrata Cristiano en sesión del Consejo Nacional Ampliado. Chile: Aconcagua.
- ____.- y Frei Montalva, Eduardo (1990). Pensamientos. Madrid, España: Fundación CIPIE.
- ____.- (1988). Una presidencia peregrina. Santiago, Chile: IDC.
- ____.- (nov. 1988). Propuesta para un futuro posible. Política y Espíritu. Santiago, Chile: Año XLIII, N.º 380, p.34-37.
- ____.- (1984). Por la democracia, ahora y siempre. Santiago, Chile: Aconcagua.
- ____.- y Varas, Florencia (1983) Exilio en Madrid. Madrid, España: Fundación CIPIE.
- ____.- (1968). Exposición sobre el estado de la hacienda pública: presentada por el ministro de Hacienda don Andrés Zaldívar Larraín, a la Comisión Mixta de Presupuesto el 29 de octubre de 1968. Santiago, Chile: Ministerio de Hacienda, Dirección de Presupuestos.
- ____.- (1958). Ley de arrendamiento: comentarios y jurisprudencia. Santiago, Chile: Jurídica de Chile.

## Historial electoral
| Año  | Tipo                   | Territorio                | Pacto                          | Partido | Votos   | %     | Resultado            |
| ---- | ---------------------- | ------------------------- | ------------------------------ | ------- | ------- | ----- | -------------------- |
| 1971 | Complementarias        | 10ª agrupación provincial | n/a                            | PDC     | 16 401  | 33.75 | no elegido senador   |
| 1973 | Parlamentarias         | 2.ª agrupación provincial | Confederación de la Democracia | PDC     | 36 998  | 20.39 | Senador              |
| 1989 | Parlamentarias         | 7.ª circunscripción       | Concertación por la Democracia | PDC     | 408 227 | 31.27 | Senador              |
| 1997 | Parlamentarias         | 7.ª circunscripción       | Concertación por la Democracia | PDC     | 309 370 | 27.77 | Senador              |
| 2005 | Parlamentarias         | 7.ª circunscripción       | Concertación por la Democracia | PDC     | 286 917 | 23.02 | no elegido senador   |
| 2009 | Parlamentarias         | 10.ª circunscripción      | Concertación y Juntos Podemos  | PDC     | 86 936  | 31.37 | Senador              |
| 2017 | Parlamentarias         | 9.ª circunscripción       | Convergencia Democrática       | PDC     | 29 598  | 8.01  | no elegido senador   |
| 2023 | Consejo constitucional | Región de Aysén           | Todo por Chile                 | PDC     | 3959    | 7.95  | no elegido consejero |